# Armée partisane de Berdiansk
L'armée partisane de Berdiansk (BPA ; ukrainien : Бердянська партизанська армія, romanisé : Berdiansʹka partyzansʹka armiya) est un groupe partisan clandestin ukrainien opérant à Berdiansk, dans l'oblast de Zaporijjia.
Selon le BPA, le groupe est responsable d'actes subversifs contre les autorités d'occupation de Berdiansk.

## Historique
Le 27 février 2022, l'armée russe entre à Berdiansk. Le lendemain, des soldats russes occupent tous les bâtiments administratifs de la ville.
Le 30 avril 2022, une vidéo est publiée sur la chaîne Telegram de l'armée partisane de Berdiansk exigeant que les soldats des forces armées russes quittent la ville. Le texte de la demande est lu par trois hommes au visage caché, des armes automatiques à la main,,,. L'appel est également rendu public par l'adjoint du député du peuple du serviteur du peuple Yuri Misyagin.
Le 2 juin 2022, dans le port de Berdiansk, des partisans tentent de détruire une cargaison militaire de l'armée russe.
Le 6 août 2022, le BPA organise une explosion près du département de police conquis, que les autorités d'occupation tenteront de faire passer pour la détonation d'une bouteille de gaz à partir d'un mégot de cigarette,,.
Le 8 août 2022, les partisans révèlent qu'ils avaient organisé une tentative d'assassinat contre l'un des chefs adjoints de l'administration d'occupation.
Le 10 août 2022, le BPA a "déclaré chasser" les organisateurs du référendum sur l'adhésion de l'oblast de Zaporijjia à la Russie.
Le 26 août 2022, le BPA fait exploser la voiture du collaborateur Alexei Kolesnikov, qui n'a pas survécu,. Le 6 septembre, une voiture avec le commandant de la ville Artem Bardin explose, le blessant grièvement,.
En septembre 2022, le BPA publie des instructions sur la manière de se comporter lors du "pseudo-référendum rashiste" sur l'adhésion de l'oblast de Zaporijjia à la Russie.